# برج مکزیس
برج مکزیس، (به انگلیسی: Maxis Tower) آسمان‌خراش ۴۹-طبقه مستقر در کوالالامپور، مالزی است، که با ارتفاع ۲۱۲ متر از سطح دریا، دارای کاربری تجاری-اداری می‌باشد. این ساختمان متعلق به شرکت مکزیس بوده و دفتر مرکزی این شرکت نیز در آن قرار دارد.